# Spiekeroog I
Die Spiekeroog I ist neben der Spiekeroog II, der Spiekeroog IV und der WattnExpress eines der zwischen der Nordseeinsel Spiekeroog und Neuharlingersiel eingesetzten Seebäderschiffe. Das Schiff gehört der Nordseebad Spiekeroog GmbH und wurde 1981 mit der Inbetriebnahme des neuen ortsnahen Hafens und der Stilllegung des Alten Anlegers in Dienst gestellt.

## Das Schiff
Das Schiff wurde auf der Schiffswerft Julius Diedrich im ostfriesischen Oldersum gebaut. Die Kiellegung fand am 30. Oktober 1980, der Stapellauf im April und die Fertigstellung im Mai 1981 statt. Angetrieben wird das Schiff durch zwei von den Motoren-Werken Mannheim gebauten Sechszylinder-Viertakt-Dieselmotoren, die jeweils mit einer Leistung von 367 kW auf einen der beiden Festpropeller am Heck des Schiffes wirken. Weiterhin verfügt das Schiff über ein Schottel Pump Jet im Bugbereich. Zugelassen ist das Schiff für die Wattfahrt.
Heimathafen der Spiekeroog I ist Spiekeroog, der ständige Liegeplatz Neuharlingersiel.
Die Spiekeroog I hat vier für Passagiere zugängliche Decks: Das Unterdeck mit dem Untersalon (markant durch die Bullaugen) welcher nur selten geöffnet ist, das Hauptdeck mit dem  Hauptsalon und Kiosk auf der Höhe von Vorschiff und Heckladefläche, das Oberdeck mit dem Obersalon und dem Sonnendeck mit einer großen Anzahl von Sitzplätzen im Freien.

## Umbauten
Im Laufe der Jahre gab es einige größere Umbauten am Schiff. Mitte der 1990er Jahre wurde die Außentreppe vom Oberdeck zum Heck entfernt, ebenso die Sitzbänke am Heck. Auch wurde ein zweiter Kran am Heck installiert. Durch diese Maßnahme sollte zusätzlicher Stauraum für Container geschaffen werden. Damit wollte die Reederei ursprünglich das mittlerweile außer Dienst gestellte Frachtschiff Tilde einsparen. Diese Lösung hat sich allerdings als nicht praktikabel herausgestellt, da die Ladung bei Niederschlag oder Seegang nass wird. Heute wird die zusätzliche Stellfläche am Heck gelegentlich für Gepäckcontainer, Stückgüter, oder für Fahrzeuge (Traktoren o. ä.) genutzt. Auch Pferde werden weiterhin auf der Spiekeroog I transportiert.
Im Jahr 2008 erhielt die Fähre einen zusätzlichen Passagierausgang auf der Steuerbordseite in Höhe des Haupt- und Oberdecks. Ebenso wurde das Oberdeck verlängert und so mehr Sitzplätze geschaffen. Auch wurde dort ein weiterer Kran für ein Rettungsboot montiert. Der obere Salon erhielt zwei Notausgänge zum Bug. Durch das veränderte Gewicht wurde die zulässige Fahrgastzahl geringfügig von 750 auf 744 reduziert.

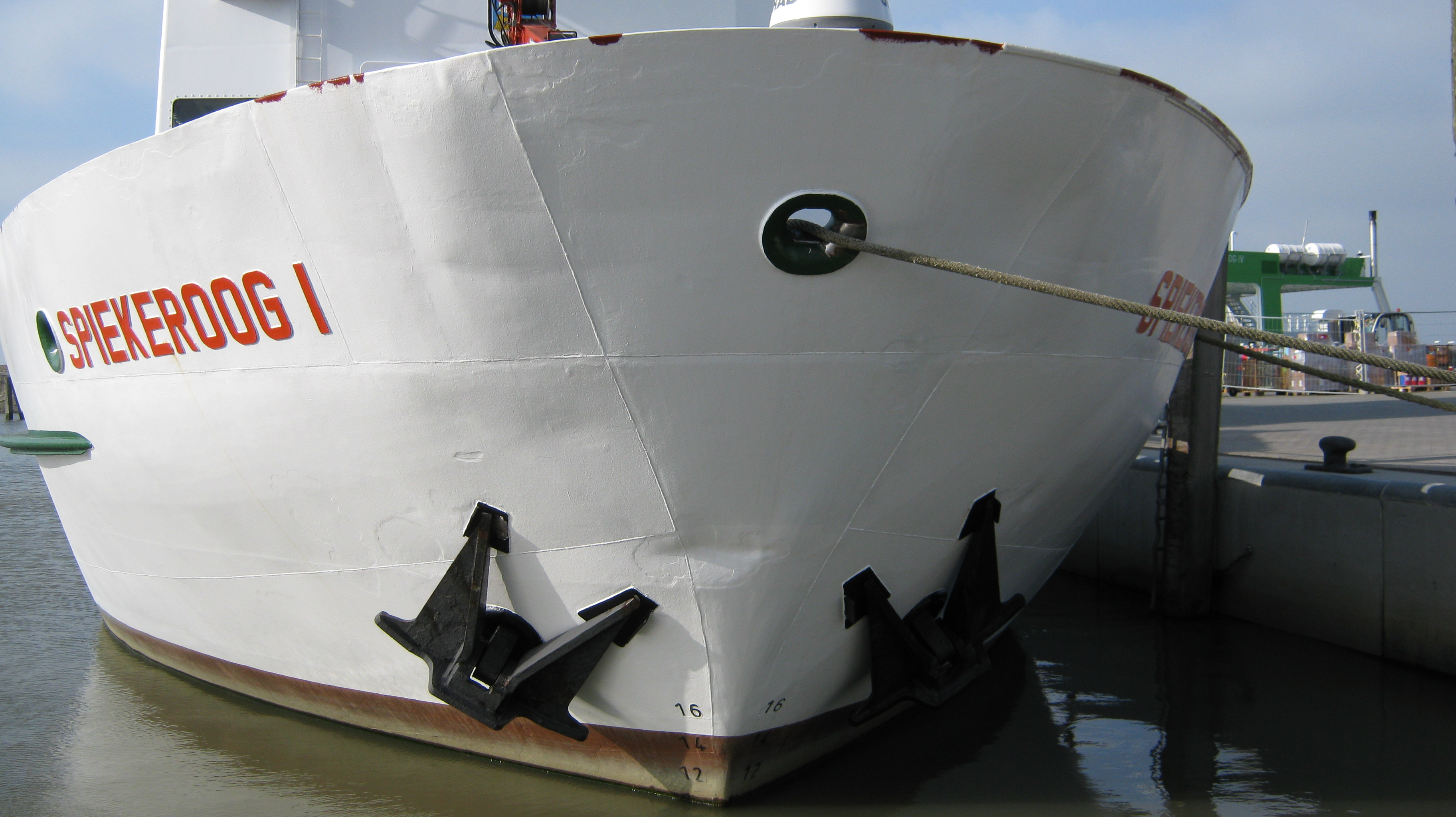
Der Bug der Spiekeroog I
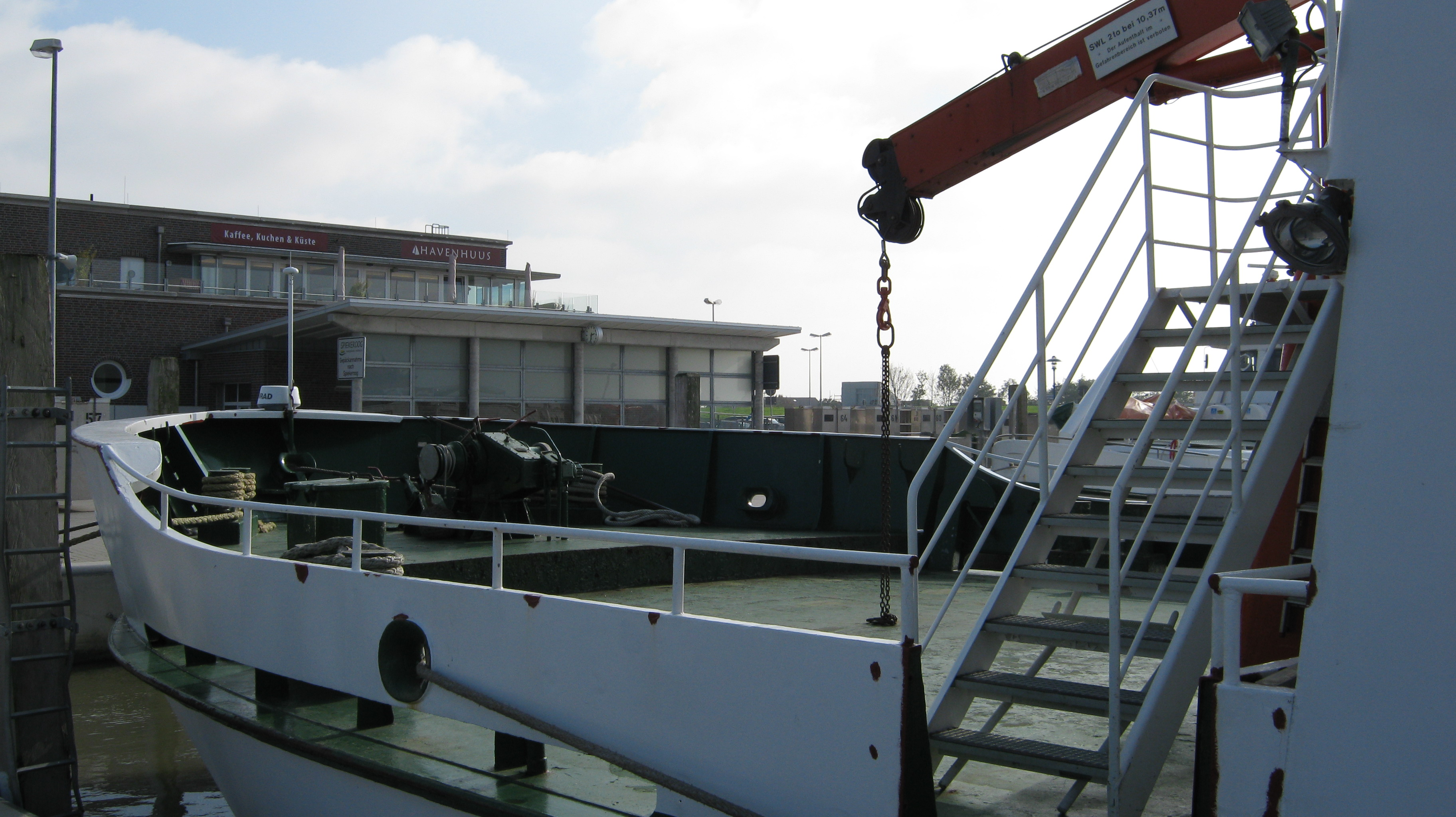
Vorschiff der Spiekeroog I
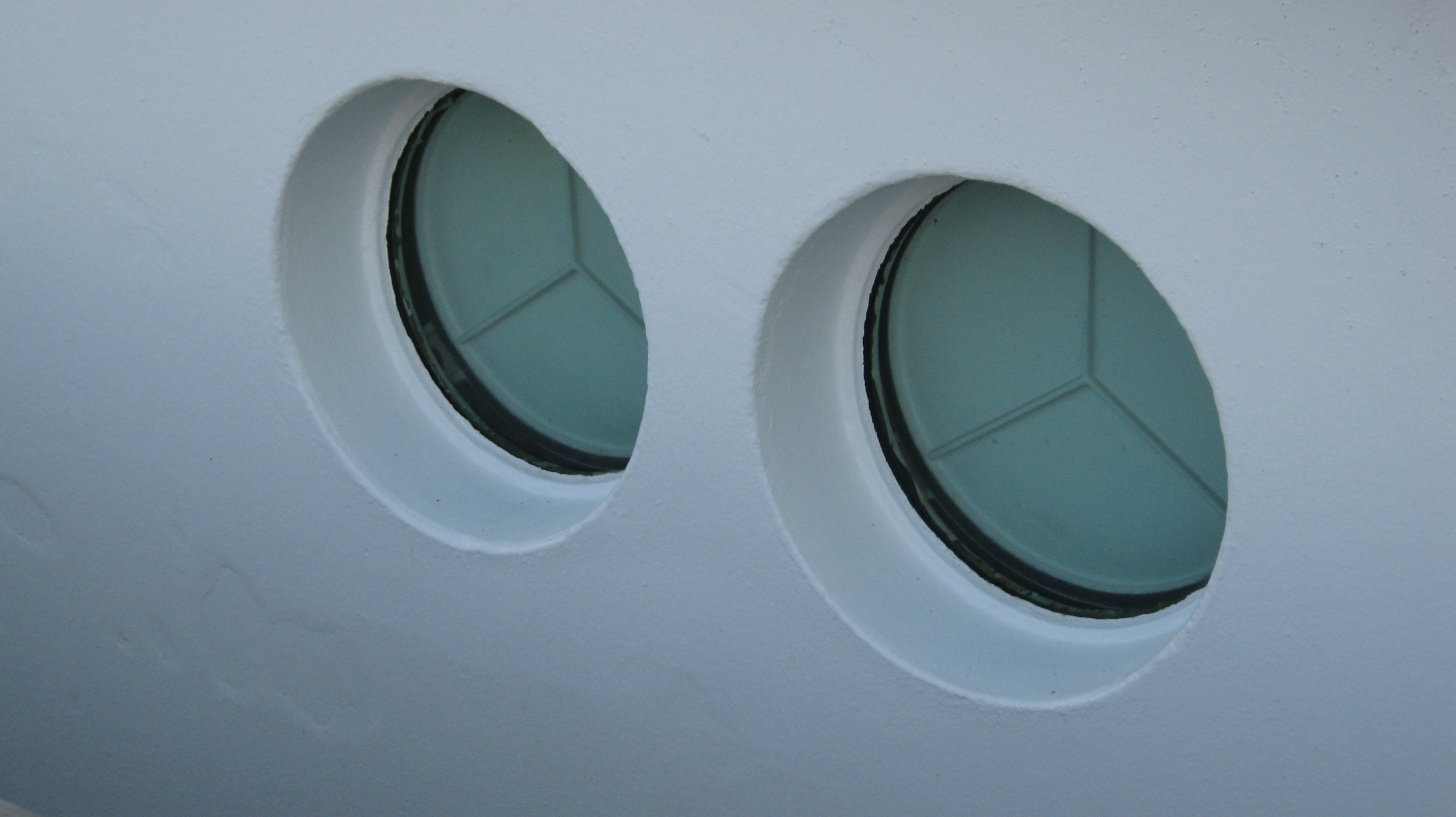
Bullaugen mit heruntergeklappter Seeschlagblende

## Container
Das Gepäck der Reisenden wird in Containern transportiert, die mit dem schiffseigenen Kran auf das Vorschiff gehoben werden. Den Spiekerooger Fährschiffen stehen für diesen Zweck extra angefertigte Gepäck- und Frachtcontainer zur Verfügung.
|  | 1. Generation, 1968 bis 1981 | Die erste Generation von Containern, die bis 1981 gebaut wurde, war mit Rollen ausgestattet. Per Schiffskran wurden die Container in Neuharlingersiel auf die Fähre (damals noch Spiekeroog III) gehoben und am Alten Anleger auf die Waggons der Inselbahn gehoben. Die Container waren mit einer Hebeöse ausgestattet, waren aus Stahl gefertigt und grün lackiert. |
|  | 2. Generation, ab 1981       | Mit der Indienststellung der Spiekeroog I 1981 wurden neue und größere Container angeschafft. Die Container hatten fortan nur noch an einer Seite Rollen und an der anderen Seite Standbeine. Zum Bewegen wurden sie mit umgebauten Flurförderfahrzeugen an einer Seite angehoben und gezogen. Da die Container nun auch höher waren, bekamen sie zwei Hebepunkte an den Seiten anstelle eines mittigen, weshalb zum Befestigen des Kranhakens kein Arbeiter mehr auf den Container klettern musste. Gefertigt waren die Container aus verzinktem Stahlblech, die Türen jedoch aus Aluminium. Ein großer Vorteil der neuen Container war, dass sie bei Bedarf auf dem Vorschiff gestapelt werden konnten. |
|  | 3. Generation, ab 1991       | Die dritte Generation wurde 1991 mit dem Kauf der Spiekeroog II angeschafft. Die Container weichen von der Form nur geringfügig von der der Vorgängergeneration ab. Hauptunterschied: Die Container sind vollständig aus Aluminium gefertigt und können nicht mehr rosten. |
|  | 4. Generation, ab 2007       | Im Zuge der Umgestaltung des Hafens in Neuharlingersiel wurden 2007 neue Container angeschafft, um einige der verschlissenen Container der Vorgängergenerationen zu ersetzen. Die Container der neusten Generation sind 2,26 m hoch, 1,9 m lang und 1,5 m breit. Sie sind, wie die dritte Generation, vollständig aus Aluminium gefertigt. Ihr Ladevolumen beträgt 4,7 m³. Die Oberfläche der neuen Alucontainer ist recht empfindlich, etliche Container haben viele, teils scharfe Kratzer. |
|  | Sondercontainer              | Neben den Gepäckcontainern gibt es noch eine Reihe von Sondercontainern, in denen z. B. Post transportiert wird. |